# Aureliana glomuliflora
Aureliana glomuliflora är en potatisväxtart som beskrevs av Sendt. Aureliana glomuliflora ingår i släktet Aureliana och familjen potatisväxter. Inga underarter finns listade i Catalogue of Life.